# Erna Starovasnik
Erna Starovasnik, slovenska pisateljica, * 1919, Celje, † 1977.
Njena najbolj znana knjiga je Ukradena mladost, ki se dogaja med drugo svetovno vojno. Po njej se imenuje tudi Ulica Erne Starovasnik v Poljčanah, kjer je kasneje živela.
Poročila se je z Rudolfom Starovasnikom in imela devet otrok.
Pisati je začela pri komaj 18-ih letih. Napisala je nekaj prispevkov za Družinski tednik, ki je tedaj izhajal v Ljubljani. Ker so njene prispevke objavljali, jih je poslala še več. Potem je bila objavljena tudi njena prva pesem, ki je bila nagrajena kot najboljša.
V času vojne na objavljanje ni več mislila, je pa pisala dnevnik. Vanj je zapisovala osebna doživetja, o svojih otrocih, o vojni… Žal je medvojni dnevnik izgubila.
Po osvoboditvi je začela znova objavljati. Sprva je največ pisala za mladinske liste kot so Pionir, Pionirski list, danes znan tudi kot PIL. Kasneje pa je zgodbe objavljala v dnevnikih in tednikih.
Dve desetletji je s svojimi literarnimi prispevki polnila strani tednika Kmečki glas.
Ko so začeli njeni otroci odraščati in zapuščati dom, je imela Erna več časa za pisanje. Tako je nastala njena prva povest Ukradena mladost, ki je izhajala v podlistku v Kmečkem glasu, kot knjiga pa je izšla v Kurirčkovi knjižnici pri založbi Borec. Nato je napisala krajšo povest Oveneli nageljni ter dve noveli, Odločilno leto in Plačani računi, ki sta izšli v knjižni obliki. Leta 1975 je izhajala povest Spomeniki na tujem, najprej v podlistku v Kmečkem glasu, potem pa v knjigi v Kmečki knjižni zbirki. Njena zadnja povest je Regratova lučka, napisana po resničnih dogodkih. Vse ideje za knjige je črpala iz resničnih dogodkov, le imena oseb je spreminjala.

## Dela
- Topli potok, 1960
- Ukradena mladost, 1970
- Ciganka, 1971
- Odločilno leto, in Plačani računi, 1974
- Spomeniki na tujem, 1975
- Regratova lučka, 1976
- Zibka pa teče, 1978
- Tudi medvedka zebe, 1999 (posthumno).